# Boule-d'Amont
Boule-d'Amont är en kommun i departementet Pyrénées-Orientales i regionen Occitanien i södra Frankrike. Kommunen ligger i kantonen Vinça som tillhör arrondissementet Prades. År 2022 hade Boule-d'Amont 64 invånare.

## Befolkningsutveckling
Antalet invånare i kommunen Boule-d'Amont
| Referens: INSEE |